# Зайцы (Красногородский район)
Зайцы — деревня в Красногородском районе Псковской области России. Входит в состав Красногородской волости.

## География
Деревня находится в юго-западной части Псковской области, в зоне хвойно-широколиственных лесов, к северу от реки Внежи, на расстоянии примерно 8 километров (по прямой) к востоку от посёлка городского типа Красногородск, административного центра района. Абсолютная высота — 102 метра над уровнем моря.

### Климат
Климат характеризуется как умеренно континентальный, мягкий, с прохладной зимой и тёплым летом. Средняя многолетняя температура самого холодного месяца (января) составляет −7°С, температура самого тёплого (июля) — +17°С. Среднегодовое количество осадков — до 650 мм. Вегетационный период длится 120—130 дней в году.

### Часовой пояс
Деревня Зайцы, как и вся Псковская область, находится в часовой зоне МСК (московское время). Смещение применяемого времени относительно UTC составляет +3:00.

## История
До 3 июня 2010 года населённый пункт входил в состав Граинской волости.

## Население
| 2001 | 2002 | 2010 |
| ---- | ---- | ---- |
| 20   | ↘15  | ↘9   |

Согласно результатам переписи 2002 года, в национальной структуре населения русские составляли 100 %.